# Dying Light (singolo)
Dying Light è un singolo del gruppo musicale statunitense Alter Bridge, pubblicato il 3 ottobre 2019 come quinto estratto dal sesto album in studio Walk the Sky.

## Descrizione
Si tratta della traccia di chiusura del disco (nonché la più lunga dello stesso grazie ai suoi quasi sei minuti di lunghezza) ed è un brano prevalentemente mid-tempo caratterizzato da ricchi arrangiamenti di chitarra e tastiera, oltre a un'estesa sezione centrale.

## Video musicale
Il video, diretto da Dan Sturgess, è stato reso disponibile in concomitanza con il lancio del singolo attraverso il canale YouTube del gruppo.

## Tracce
1. Dying Light – 5:46
2. In the Deep – 3:50
3. Take the Crown – 4:47
4. Pay No Mind – 4:16
5. Wouldn't You Rather – 3:49

## Formazione
Gruppo
- Myles Kennedy – voce, chitarra, strumenti ad arco, tastiera, programmazione
- Mark Tremonti – chitarra, voce
- Brian Marshall – basso
- Scott Phillips – batteria

Altri musicisti
- Michael "Elvis" Baskette – strumenti ad arco, tastiera, programmazione

Produzione
- Michael "Elvis" Baskette – produzione, missaggio
- Jef Moll – ingegneria del suono, montaggio digitale
- Josh Saldate – assistenza tecnica
- Brad Blackwood – mastering